# Wilhelm Xylander

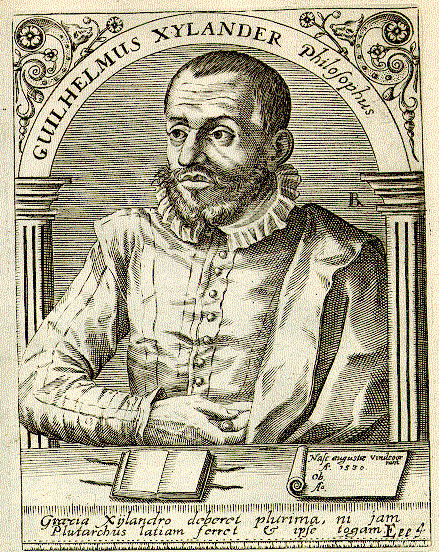
Wilhelm Xylander

Wilhelm Xylander (nascido Wilhelm Holtzman, grecizado para Xylander; 26 de dezembro de 1532 - 10 de fevereiro de 1576) foi um erudito clássico e humanista alemão. Ele serviu como reitor da Universidade de Heidelberga em 1564.

## Biografia
Nascido em Augsburgo, estudou em Tubinga e, em 1558, quando estava muito carente de dinheiro (causado, segundo alguns, por seus hábitos destemperados), foi nomeado para suceder Jacó Micilo na cátedra de grego na Universidade de Heidelberga; trocou-a por uma cadeira de lógica (publicus organi Aristotelici interpres) em 1562.
Na política da igreja e da universidade de Heidelberga, Xylander foi um partidário próximo de Tomás Erasto.
Xylander foi o autor de uma série de obras importantes, incluindo traduções latinas de Cássio Dio (1558), Plutarco (1560-1570) e Estrabão (1571). Ele também editou (1568) o léxico geográfico de Estevão de Bizâncio; as viagens de Pausânias (concluídas após sua morte por Friedrich Sylburg, 1583); as Meditações de Marco Aurélio (1558), a editio princeps baseada em um manuscrito de Heidelberga agora perdido; uma segunda edição em 1568 com a adição de Antonino Liberal, Flegão de Trales, um desconhecido Apolônio, e Antígono de Caristo - todos paradoxógrafos; e a crônica de Jorge Cedreno (1566). Ele traduziu os seis primeiros livros de Euclides para o alemão com notas, a Aritmética de Diofanto, e o De quattuor mathematicis scientiis de Miguel Pselo para o latim.
Ele morreu em 10 de fevereiro de 1576 em Heidelberga.

## Publicações
- Marcus Aurelius, De seipso, seu vita sua, libri 12 ed. and trans. by Xylander. Zurich: Andreas Gessner, 1558.